# Llengua khana
El khana (o ogoni) és una llengua que parlen els ogonis del sud de Nigèria. Es parla a la LGA de Khana a l'estat de Rivers i a la LGA d'Oruk Anam, a l'estat d'Akwa Ibom.
El kana és una llengua ogoni del grup lingüístic de les llengües ogoni orientals, que pertanyen a la família de les llengües Delta Cross, que al seu torn són llengües Benué-Congo. Les altres llengües que formen part del mateix grup lingüístic són el gokana i el tee.
Segons el joshuaproject, hi ha 351.000 ogonis que parlen khana.

## Ús i dialectologia
El kana és una llengua que gaudeix d'un ús vigorós (6a); tot i que no està estandarditzada, és parlada per gent de totes les edats i generacions. En ser la llengua més important del grup humà dels ogonis, altres parlants de gokana, baan i tee tendeixen a aprendre'l. El kana s'escriu en alfabet llatí i té una gramàtica i una bíblia traduïda (1968).